# Emulsionatore

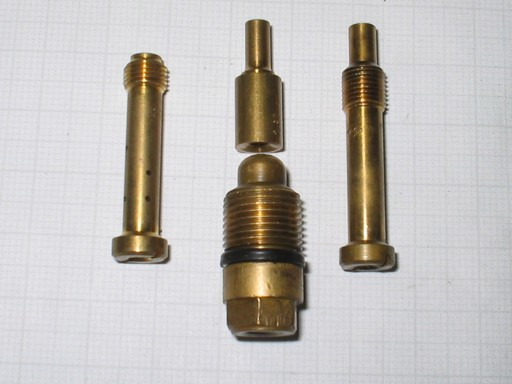
Emulsionatori

L'emulsionatore o polverizzatore è un elemento presente sui carburatori, da avvitare nel circuito specifico e che nei carburatori motociclistici è accolto dall'ugello erogatore, quest'elemento è costruito in ottone.

## Funzione e funzionamento
L'emulsionatore ha la funzione di miscelare in modo ottimale il carburante con l'aria, permettendo una migliore e più fine nebulizzazione e migliorando/velocizzando la combustione dello stesso con l'aria.
Per poter miscelare i due elementi si utilizza un condotto ausiliario dell'aria, che viene sfruttato in modi diversi:
- Nebulizzazione interna, sistema usato nella maggior parte dei casi, dove l'emulsionatore (emulsionatore del minimo, getto emulsionatore, getto d'avviamento ed emulsionatore tipo quattro tempi) è munito di fori calibrati lungo il suo corpo, da cui entra l'aria, che investe il carburante all'interno dell'emulsionatore, per poi percorrerlo internamente e immettersi nel condotto d'alimentazione
- Nebulizzazione esterna, sistema usato nella minor parte dei casi (emulsionatore tipo due tempi), dove l'emulsionatore non ha fori, ma ha il condotto prominente nel condotto, che è circondato dall'ugello erogatore, prominente anch'esso, ma con in più una fenestratura rivolta verso il motore, dall'emulsionatore fuoriesce il carburante tramite la depressione generata dal motore, inoltre nell'interspazio tra la parte sporgente dell'emulsionatore e l'ugello erogatore viene aspirata l'aria proveniente dal circuito aria del relativo circuito.

## Premessa
Gli emulsionatori non sono tutti uguali e si differenziano per vari fattori, come:
- Tipologia di circuito, si emulsionatori si distinguono per circuito, quindi si ha l'emulsionatore per il massimo (circuito principale), per i minimo e di progressione e a volte anche per il circuito d'avviamento
- Tipo di emulsionatore, gli emulsionatori si distinguono in emulsionatore tipo due tempi ed emulsionatore tipo quattro tempi (il nome dell'emulsionatore non è legato al tipo di motore), che determina la struttura dell'emulsionatore, dove nel caso del tipo due tempi, questo è un semplice cilindro obbligatoriamente accoppiato ad un ugello erogatore per emulsionare il combustibile direttamente nel condotto venturi (struttura di alcuni emulsionatori per i soli motori a due tempi), mentre nel tipo quattro tempi il combustibile viene miscelato dentro l'emulsionatore (struttura tipica dei emulsionatori del minimo e d'avviamento).

## Emulsionatore per il minimo

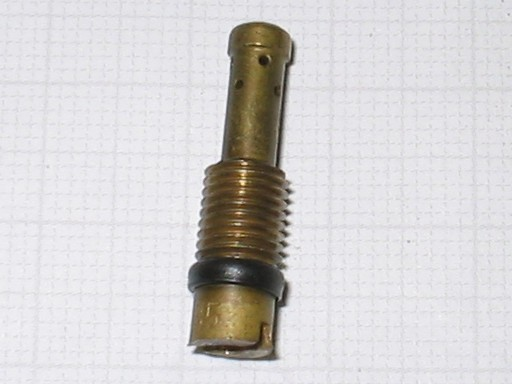
Getto emulsionatore

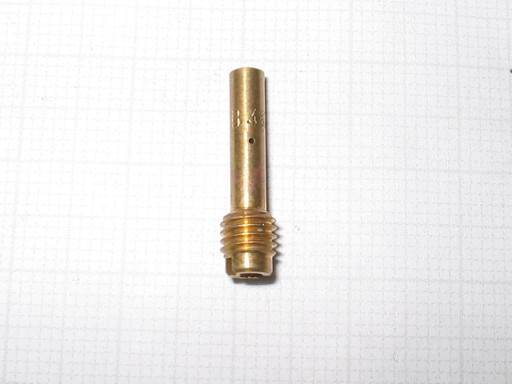
Emulsionatore del minimo

L'emulsionatore per il minimo è un cilindro con filettature a un'estremità, mentre il resto è cilindrico e munito di fori per l'aerazione dell'unico condotto centrale, tale componente va accompagnato da un getto.

Su alcuni getti del minimo questi emulsionatori sono tutt'uno con il getto stesso, prendendo il nome di getto emulsionatore.

## Emulsionatore per il circuito d'avviamento

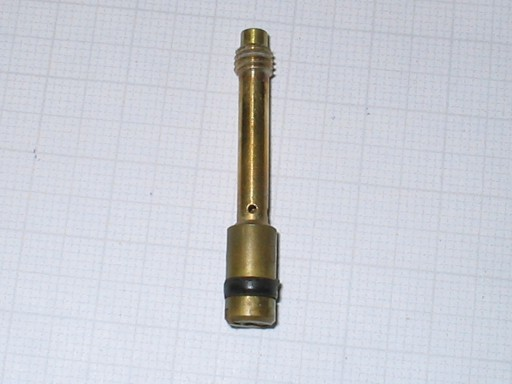
Getto emulsionatore d'avviamento

L'emulsionatore per il circuito d'avviamento è un cilindro con filettature a un'estremità, mentre il resto è cilindrico e munito di fori per l'aerazione dell'unico condotto centrale, tale componente non ha bisogno di un ugello dato che è integrato.
Questo tipo di emulsionatore non è presente in qualsiasi carburatore, questo perché non tutti i carburatori hanno questo circuito che funge da arricchitore, difatti esistono diversi sistemi per compiere questa funzione.
Questo tipo d'emulsionatore non viene quasi mai cambiato, infatti non è un componente vitale per il funzionamento del motore, in quanto è escluso durante il suo funzionamento a regime, inoltre non è sempre fondamentale per l'avviamento a freddo e difficilmente risulta di misura insufficiente.

## Emulsionatore per il massimo
L'emulsionatore per il massimo è un cilindro con filettature a un'estremità (vicino al venturi), con l'altra estremità a testa di fungo, per evitare che l'emulsionatore entri più del dovuto e per sigillare la vaschetta dal condotto dell'aria del massimo, che serve per miscelare la benzina.
Le altre caratteristiche differiscono l'emulsionatore in:

### Emulsionatore soffiato (tipo due tempi)

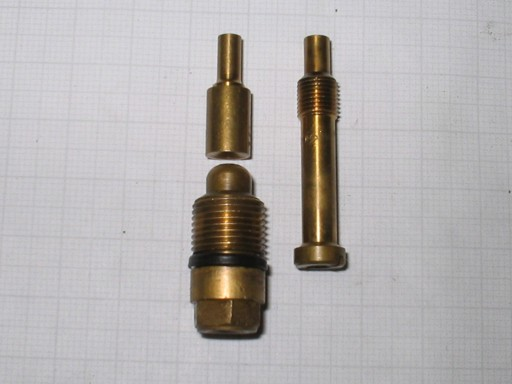
Emulsionatori tipo due tempi

Questo tipo d'emulsionatore è utilizzabile solo su motori a due tempi, le sue caratteristiche sono d'avere un corpo centrale privo di fori (escluso il foro centrale dell'emulsionatore) e d'avere l'ugello erogatore prominente nel condotto (tubo cilindrico), per questo motivo viene chiamato anche emulsionatore non aerato.

Questo tipo d'emulsionatore riceve l'aria da un circuito aria per il circuito del massimo, dove tale circuito va a terminare alla base dell'ugello erogatore, per poter migliorare ulteriormente la miscelazione, viene utilizzato un ugello del carburatore rialzato (presenta una fenestratura sul lato diretto al motore), che ricopre l'emulsionatore.

### Emulsionatore ventilato (tipo quattro tempi)
Questo tipo d'emulsionatore è utilizzabile su qualsiasi motore a carburatore, le sue caratteristiche sono d'avere un corpo centrale munito di fori (escluso il foro centrale dell'emulsionatore) e dall'assenza dell'ugello erogatore prominente nel condotto (ad eccezione di alcuni rari casi), per questo motivo viene chiamato anche emulsionatore aerato.

Questo tipo d'emulsionatore riceve l'aria da un circuito aria per il circuito del massimo, dove tale circuito va a terminare nella parte centrale dell'emulsionatore, che è munita di fori calibrati per la polverizzazione.

## Costruzione
L'emulsionatore può essere creato in vari modi:
- Monopezzo, si tratta di un unico elemento
- Multipezzo, si tratta di più elementi, che montati sul corpo del carburatore vanno a formare un unico elemento
- Integrati, si tratta di emulsionatori con integrato un altro elemento, utilizzato unicamente per il getto del minimo e d'avviamento, dove il polverizzatore e un unico pezzo con il getto.

## Effetti sulla carburazione
L'emulsionatore a seconda del tipo influisce in vari modi sulla carburazione:

### Emulsionatore del minimo
L'emulsionatore del minimo deve essere della stessa misura del getto del minimo, in caso contrario con un emulsionatore di misura maggiore si ha uno smagrimento, mentre con una misura minore si ha un lieve arricchimento di carburante aspirato.
Si può influire su questo emulsionatore tramite:
- Apertura del condotto aria (circuito di regolazione del minimo), dove maggiore è l'apertura di tale condotto e più si impoverirà la carburazione, questo parametro è regolabile solo sui carburatori provvisti di vite dell'aria per il circuito del minimo, mentre per i carburatori muniti di vite di regolazione miscela si ha un effetto opposto.
- Sezione del condotto centrale dell'ugello (misura dello stesso), maggiore è la sezione e più si arricchirà tale circuito, minore sarà la sezione e più s'impoverirà tale circuito.

### Emulsionatore d'avviamento
L'emulsionatore d'avviamento interviene sul circuito d'avviamento con:
- Sezione del condotto centrale, maggiore è la sezione e più si arricchirà tale circuito, minore sarà la sezione e più s'impoverirà tale circuito.

Questo emulsionatore appartenendo a un circuito molto semplice e poco importante difficilmente necessita d'essere sostituito.

### Emulsionatore del massimo
L'emulsionatore del massimo influisce sulla carburazione con:
- Sezione del condotto centrale, la quale deve essere adattata principalmente al tipo di spillo adoperato, secondariamente al peso del galleggiante, adoperando un emulsionatore con condotto più grande si arricchisce di carburante la carburazione, mentre adoperando un emulsionatore con condotto più piccolo si impoverisce di carburante la carburazione.
Questo perché maggiore è il condotto principale del polverizzatore (andando a definirne la misura dello stesso), si modifica la sua interazione con lo spillo conico, diminuendo o aumentando la resiste

a all'aspirazione per tutto l'arco di funzionamento, a seconda se si è aumentato o ridotto il diametro del condotto dell'emulsionatore.
Le altre caratteristiche che modificano la carburazione sono tipiche per tipologia di emulsionatore e per risposta all'apertura della valvola gas.

#### Emulsionatore tipo a due tempi
In questo tipo di emulsionatore ha una due variabili tipiche:
- Lunghezza del condotto prominente, in questo emulsionatore il condotto è prominente nel condotto di venturi, più è lungo più impoverisce la carburazione, portando ad avere dei transitori (durante l'apertura della valvola e l'aumento di regime) una carburazione più povera, mentre si ha l'effetto contrario con condotti poco prominenti nel condotto, questo perché maggiore è la lunghezza e maggiore è la resistenza del condotto.
- Lunghezza dell'ugello erogatore, l'ugello erogatore è l'elemento che accoglie l'emulsionatore, che in questo caso è anch'essi prominente nel condotto di venturi, ma è munito di una fenestratura, maggiore è la sua altezza e maggiore è la depressione che viene generata a valle, portando ad avere una carburazione più ricca, mentre meno sarà prominente, minore sarà la depressione a valle, portando ad un impoverimento della carburazione.

#### Emulsionatore tipo a quattro tempi
In questo emulsionatore i fori presenti sulla parte centrale del corpo determinano la carburazione ai transitori, determinando una doppia variabile tipica:
- Altezza dei fori, applicando fori più in alto si impoverisce di combustibile la carburazione alle piene aperture con il motore a bassi regimi, invece applicandoli più in basso si arricchisce di combustibile la carburazione, questo perché più sono alte le luci e più sono alte rispetto al livello del carburante, mentre più sono basse e più sono immerse nel carburante.
- Diametro dei fori, i fori più saranno grandi tali fori e più influiranno rispetto a fori posizionati più in alto o in basso, aumentando l'effetto della loro posizione.

Questa caratteristica permette a tale emulsionatore di poter influenza anche i transitori all'aumentare del regime, utilizzando una disposizione e dimensionamento dei fori (posti molto in alto subito sotto al livello del carburante), in modo che la camera anulare all'inizio piena di carburante si svuoti via via che il regime aumenta per effetto del liquido aspirato attraverso i fori stessi, in modo da avere una miscela ricca di carburante a inizio erogazione e via via si smagrisce all'aumentare del regime di funzionamento.